# Гэйсон, Юнис
Ю́нис Гэ́йсон (англ. Eunice Gayson; 17 марта 1928 — 8 июня 2018) — английская актриса, наиболее известная ролью Сильвии Трэнч, девушки Джеймса Бонда в первых двух фильмах о нём — «Доктор Ноу» и «Из России с любовью». Первоначально Гэйсон должна была сниматься в роли Мисс Манипенни, но эту роль отдали канадской актрисе Лоис Максвелл. Героиня Юнис Гэйсон являлась первой официальной девушкой Бонда.

## Ранние годы
Юнис Гэйсон родилась в Кройдоне (Суррей).

## Карьера
На протяжении нескольких лет Гэйсон играла роль Фрау Шрэдер (Баронессы) в лондонской постановке «Звуков музыки» в The Palace Theatre, исполняя две песни, которые были взяты из экранизации этого мюзикла.
Первоначально Гэйсон должна была быть постоянным участником серии фильмов о Бонде, но создатели фильмов отказались от присутствия её персонажа. Голос Гэйсон в фильмах «Доктор Ноу» и «Из России с любовью» был перезаписан голосом актрисы озвучивания Никки-ван-дер-Зил, равно как и голоса почти всех актрис, появлявшихся в первых двух фильмах о Бонде; хотя настоящий голос Гэйсон можно всё ещё услышать в первоначальных трейлерах к фильму «Доктор Ноу».
Поскольку её героиня Сильвия Тренч — первая женщина, которую можно увидеть в «Докторе Ноу» вместе с Джеймсом Бондом (Шон Коннери), она официально считается первой актрисой, сыгравшей девушку Бонда в фильме.
Гэйсон также сыграла главную роль в фильме ужасов студии Hammer под названием «Месть Франкенштейна» и снималась в таких телесериалах, как «Святой» и «Мстители».

## Личная жизнь
Юнис дважды была замужем:
- Первый муж — Ли Ванс (англ. Leigh Vance), сценарист и писатель. Брак продлился с 1953 по 1959 годы.
- Второй муж — Брайан Джексон (англ. Brian Jackson), актёр театра и кино. Брак продлился с 1968 по 1977 годы.
  - Дочь — Кейт Гэйсон (1971). Она появлялась в сцене с казино в фильме о Бонде «Золотой глаз» (1995).

Гэйсон умерла 8 июня 2018 в возрасте 90 лет.

## Фильмография
| Год  | Название                                          | Роль                               | Примечания          |
| ---- | ------------------------------------------------- | ---------------------------------- | ------------------- |
| 1948 | Мой брат Джонатан / My Brother Jonathan           | Девочка / Young Girl               |                     |
| 1948 | Это случилось в Сохо / It Happened in Soho        | Джули / Julie                      |                     |
| 1949 | Хаггетты за границей / The Huggetts Abroad        | Пэгги / Peggy                      | В титрах не указана |
| 1949 | Мелодия во тьме / Melody in the Dark              | Пэт Эванс / Pat Evans              |                     |
| 1950 | Танцевальный зал / Dance Hall                     | Мона / Mona                        |                     |
| 1951 | To Have and to Hold                               | Пэгги / Peggy                      |                     |
| 1952 | Down Among the Z Men                              | Жена офицера / Officer’s Wife      | В титрах не указана |
| 1952 | Мисс Робин Гуд / Miss Robin Hood                  | Пэм / Pam                          |                     |
| 1953 | Street Corner                                     | Джэнет / Janet                     | В титрах не указана |
| 1954 | Танцуй, маленькая леди / Dance, Little Lady       | Эйдел / Adele                      |                     |
| 1954 | Просто один человек / One Just Man                |                                    |                     |
| 1955 | Из-за облаков / Out of the Clouds                 | Пэнни Хэнсон / Penny Henson        |                     |
| 1956 | The Last Man to Hang?                             | Элизабет Эндерс / Elizabeth Anders |                     |
| 1956 | Зарак / Zarak                                     | Кэти Ингрэм / Cathy Ingram         |                     |
| 1957 | Carry On Admiral                                  | Джейн Годфри / Jane Godfrey        |                     |
| 1957 | Лёгкие пальчики / Light Fingers                   | Роуз Ливенхэм / Rose Levenham      |                     |
| 1958 | Месть Франкенштейна / The Revenge of Frankenstein | Маргарет / Margaret                |                     |
| 1958 | Здравствуй, Лондон / Hello London                 | Не играла                          | Документалка        |
| 1962 | Доктор Ноу / Dr. No                               | Сильвия Трэнч / Sylvia Trench      |                     |
| 1963 | Из России с любовью / From Russia with Love       | Сильвия Трэнч / Sylvia Trench      |                     |

## Работа на телевидении
| Год  | Название                     | Роль                              | Примечания                |
| ---- | ---------------------------- | --------------------------------- | ------------------------- |
| 1955 | en:Count of Twelve           | Вэлери Дайсон / Valerie Dyson     | серия «Blind Man’s Bluff» |
| 1963 | Святой / The Saint           | Нора Прескотт / Nora Prescott     | 1 серия                   |
| 1964 | Опасный человек / Danger Man | Луиз Бэнкрофт / Louise Bancroft   | 1 серия                   |
| 1965 | Святой / The Saint           | Кристин Грэнер / Christine Graner | 1 серия                   |
| 1966 | Мстители / The Avengers      | Люсиль Бэнкс / Lucille Banks      | 1 серия                   |
| 1967 | en:Before the Fringe         |                                   | 2 серии                   |
| 1972 | Приключенец / The Adventurer | Графиня Мэри / Countess Marie     | 1 серия                   |
| 2013 | Мастер-шеф / MasterChef      | Сыграла саму себя                 | (последнее появление)     |